# Montón de Trigo (berg)
Montón de Trigo är ett berg i Spanien.   Det ligger i provinsen Provincia de Segovia och regionen Kastilien och Leon, i den centrala delen av landet, 50 km nordväst om huvudstaden Madrid. Toppen på Montón de Trigo är 2 137 meter över havet, eller 158 meter över den omgivande terrängen. Bredden vid basen är 1,5 km. Montón de Trigo ingår i Sierra del Quintanar.
Terrängen runt Montón de Trigo är huvudsakligen lite bergig. Montón de Trigo ligger uppe på en höjd som går i öst-västlig riktning.Runt Montón de Trigo är det ganska tätbefolkat, med 166 invånare per kvadratkilometer. Närmaste större samhälle är Segovia, 16,9 km norr om Montón de Trigo. I omgivningarna runt Montón de Trigo växer i huvudsak barrskog.